# Cheilosia varnensis
Cheilosia varnensis är en tvåvingeart som beskrevs av Claussen 2000. Cheilosia varnensis ingår i släktet örtblomflugor, och familjen blomflugor.
Artens utbredningsområde är Bulgarien. Inga underarter finns listade i Catalogue of Life.